# Jarmo Ahjupera
Jarmo Ahjupera (* 13. April 1984 in Võhma, Estnische SSR, Sowjetunion) ist ein estnischer ehemaliger Fußballspieler auf der Position eines Stürmers.

## Karriere
Seine Karriere begann beim FC Flora Tallinn, wo er an verschiedene Vereine in Estland ausgeliehen wurde, um Spielpraxis zu sammeln. Zum Beginn der Saison 2006 setzte er sich beim FC Flora Tallinn durch. Durch seine Torgefährlichkeit wurde der ungarische Verein Győri ETO auf ihn aufmerksam und verpflichtete ihn im Januar 2009. Bis 2014 spielte er in Ungarn und ging dann wieder zurück in die Heimat, wo er nun in unterklassigen Ligen Vereine fand. 2023 beendete er seine Karriere.
Für die Nationalmannschaft Estlands wurde er bisher in 22 A-Länderspielen eingesetzt.

## Erfolge
FC Valga
- Esiliiga: 2002

FC Flora Tallinn
- Estnischer Meister: 2001, 2003
- Estnischer Pokalsieger: 2007/08
- Estnischer Supercupsieger: 2003, 2004

Győri ETO FC
- Ungarischer Meister: 2012/13